# Audrey Werro
Audrey Werro (27 de marzo de 2004) es una deportista de Suiza que compite en atletismo. Ganó sendas medallas de oro en los Campeonatos Europeos Sub-20 de 2021 y 2023, ambas en la prueba de 800 m.